# Анджудан
Анджудан (перс. انجدان) — село в Ірані, у дегестані Аманабад, у Центральному бахші, шахрестані Ерак остану Марказі. За даними перепису 2006 року, його населення становило 446 осіб, що проживали у складі 154 сімей.

## Клімат
Середня річна температура становить 12,11 °C, середня максимальна – 31,01 °C, а середня мінімальна – -8,79 °C. Середня річна кількість опадів – 230 мм.
| Клімат поселення                              | Клімат поселення | Клімат поселення | Клімат поселення | Клімат поселення | Клімат поселення | Клімат поселення | Клімат поселення | Клімат поселення | Клімат поселення | Клімат поселення | Клімат поселення | Клімат поселення | Клімат поселення |
| Показник                                      | Січ.             | Лют.             | Бер.             | Квіт.            | Трав.            | Черв.            | Лип.             | Серп.            | Вер.             | Жовт.            | Лист.            | Груд.            |                  |
| Середній максимум, °C                         | 7,69             | 9,02             | 12,53            | 18,39            | 23,29            | 29,91            | 31,01            | 30,36            | 26,06            | 19,70            | 12,87            | 7,59             |                  |
| Середня температура, °C                       | −0,55            | 0,78             | 4,28             | 10,13            | 15,04            | 21,68            | 25,39            | 24,73            | 20,44            | 14,09            | 7,27             | 1,98             |                  |
| Середній мінімум, °C                          | −8,79            | −7,46            | −3,96            | 1,90             | 6,80             | 13,42            | 19,78            | 19,13            | 14,84            | 8,46             | 1,65             | −3,62            |                  |
| Норма опадів, мм                              | 35               | 35               | 42               | 29               | 22               | 3                | 1                | 1                | 0                | 9                | 22               | 31               |                  |
| Середньомісячна швидкість вітру, м/с          | 1.72             | 1.92             | 2.82             | 3.07             | 2.71             | 2.42             | 2.40             | 2.23             | 2.12             | 2.15             | 1.82             | 1.30             |                  |
| Середньомісячна сонячна радіація, кДж/м²·день | 9464             | 12767            | 15302            | 18560            | 22449            | 26760            | 25938            | 24272            | 21350            | 15890            | 11251            | 9264             |                  |
| --------------------------------------------- | ---------------- | ---------------- | ---------------- | ---------------- | ---------------- | ---------------- | ---------------- | ---------------- | ---------------- | ---------------- | ---------------- | ---------------- | ---------------- |
| Джерело:                                      |                  |                  |                  |                  |                  |                  |                  |                  |                  |                  |                  |                  |                  |